# 욘 라베

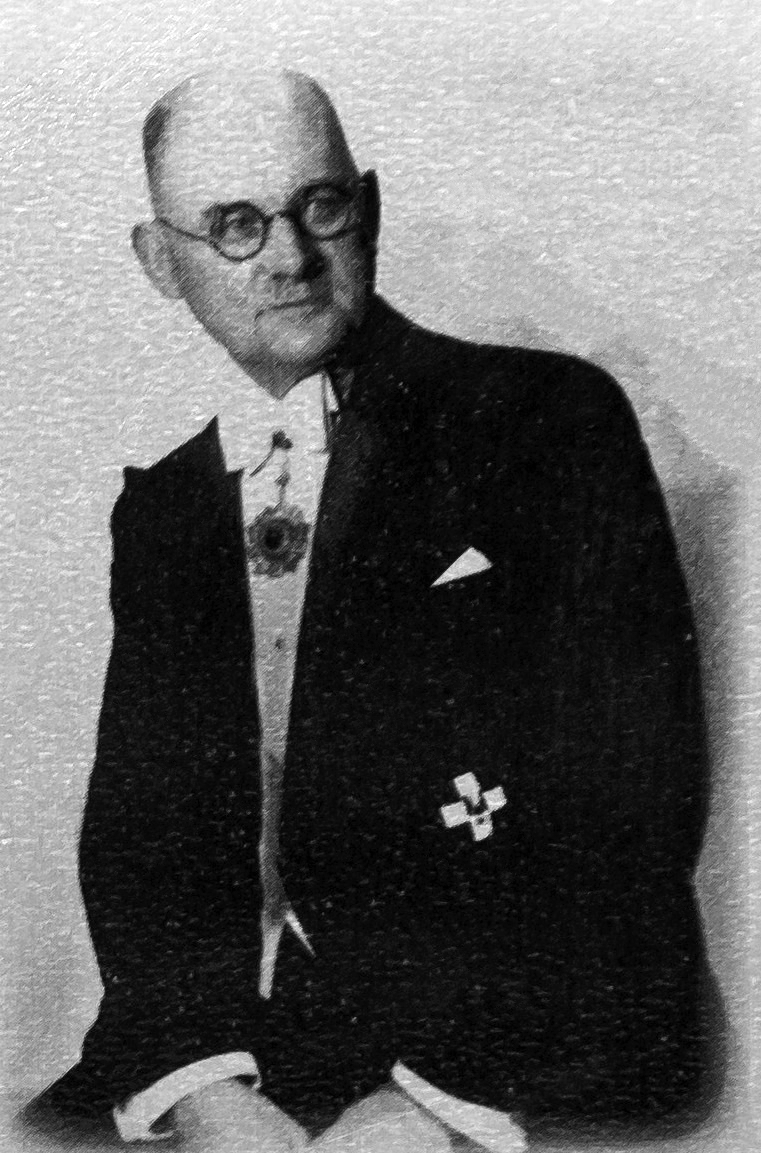
욘 라베

욘 하인리히 데틀레프 라베(독일어: John Heinrich Detlev Rabe, 1882년 11월 23일~1950년 1월 5일)는 난징 대학살 때 25만 명이 넘는 중국인들의 목숨을 일본군의 만행에서 구한 독일의 기업인이다.

## 경력

### 중국인 난민 구출

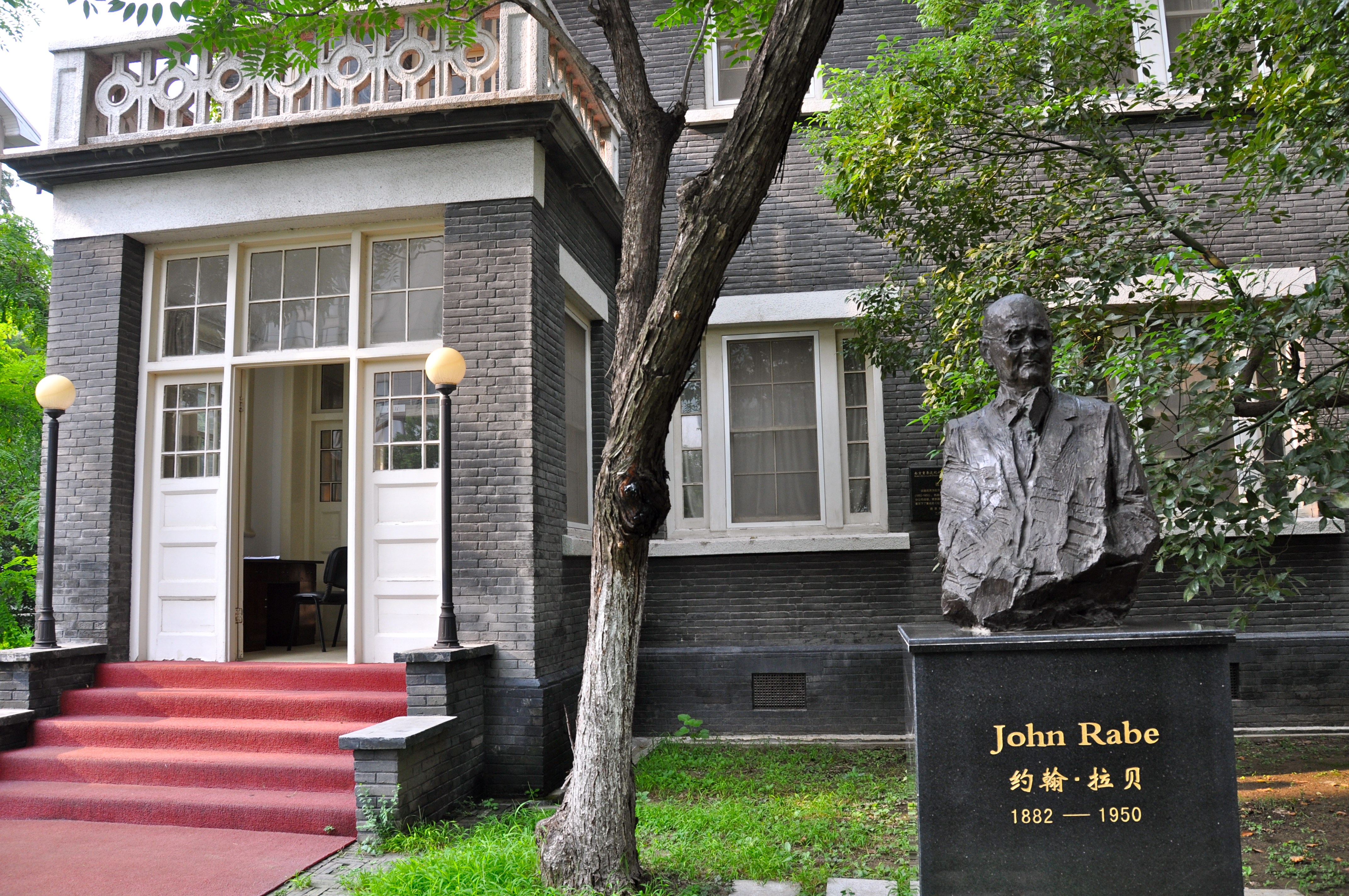
난징에 있는 존 라베의 집. 난징대학살 당시 욘 라베는 이 곳을 중심으로 난징 안전지대를 설정해 피난하는 중국인들을 도왔다.

독일의 함부르크에서 태어난 라베는 사업 경력을 계속해서 쌓아왔으며 몇 년동안 아프리카에서 활동했다. 1908년에 그는 중국에 도착했고, 1910년에는 베이징(나중에 난징)에 있는 지멘스 AG(Siemens AG)의 중국법인에서 활동했다. 난징대학살기간인 1937년 11월 22일 라베는 다른 외국인들과 국제위원회를 조직하고, 임박해 오는 일본의 도살자들로부터 중국인 난민들을 구제하고, 음식과 피난처를 제공하기 위한 난징안전구역을 설정하였다. 안전구역은 모두 난징 주재 외국대사관과 난징대학교에 설치되었다. 라베는 또한 그 자신의 소유지를 650명이 넘는 피난자들이 피신할 수 있도록 개방하였다. 뒤따른 학살에 25만 명 이상의 중국인이 학살당했으며, 라베와 그가 설치한 안전구역 내의 행정 책임자들은 흉악한 학살로부터 그들을 보호하고자 노력했다. 라베는 일본군에게 그의 나치당원증명서를 제시하여 학살을 막아보려는 영향력을 행사하려 했지만, 역부족이었다.

### 독일에서의 난징대학살 고발
1938년 2월 28일, 라베는 난징을 떠나 상하이를 여행하다가 독일로 돌아갔다. 그는 베를린에서 일본군의 잔학한 학살 장면이 담긴 필름과 사진을 발표하였고, 아돌프 히틀러에게 비인간적인 학살을 멈추도록 영향력을 행사해 줄 것을 요청했으나, 그 결과는 게슈타포에 의한 감금 및 심문이었다. 이후 그는 지멘스 AG의 중재로 석방되었다.
그는 필름을 제외한 학살의 증거를 보존해도 관계없다는 허락을 당국으로부터 받았으나, 그 주제에 대한 강연이나 저술활동은 금지당했다. 라베는 아프가니스탄의 안전부에 잠시 발령받으면서 직장인 지멘스를 위해 계속 일했다. 1945년까지 라베는 지멘스의 베를린본부에서 근무했다.

### 중국정부의 보상
종전 뒤에 라베는 자신의 나치당원전력을 고발당하여, 처음에는 소련, 나중에는 미영연합군 측에 체포되었다. 그러나 조사를 통하여 그의 무결함과 무죄가 입증되었다. 1946년 6월, 그는 연합군 측에 의해 정식으로 나치혐의를 벗어나 결백한 사람이 되었으나, 경제적으로는 빈곤한 삶을 살게 되었다. 그러나 나중에 난징 대학살 중 그의 선행과 업적을 알아본 중국 정부로부터 다달이 음식과 돈이 담긴 꾸러미를 지급받아 정기적인 경제 지원을 받았다. 라베는 1950년에 뇌졸중으로 죽었고 1997년에는 그의 비석이 베를린에서 난징으로 옮겨졌으며, 난징대학살기념관 안의 '영예로운 곳'에 안장되었다.

### 저서
그가 학살 기간 동안 남긴 일기는 영어로 '난징의 의로운 이'(영어: The Good Man of Nanking, 독일어: Der gute Deutsche von Nanking)란 이름으로 출판되었다. (존 라베 저서)

## 같이 보기
- 미니 보트린
- 존 매기
- 오스카 쉰들러
- 스기하라 치우네